# Aphonoides tessellatus
Aphonoides tessellatus är en insektsart som beskrevs av Lucien Chopard 1969. Aphonoides tessellatus ingår i släktet Aphonoides och familjen syrsor. Inga underarter finns listade i Catalogue of Life.